# Hafsah Faizal
Œuvres principales
- Chasseurs de flamme
- Libérons les étoiles

Hafsah Faizal, née en 1993 à Miami en Floride, est une auteure américaine de romans pour jeunes adultes. Son roman fantastique Chasseurs de flamme (We Hunt the Flame) a figuré dans les New York Times Best Seller list, liste de best-sellers publiée hebdomadairement par The New York Times.

## Biographie

### Jeunesse
Hafsah Faizal est née en Floride et a grandi en Californie. Elle est d'origine sri-lankaise et arabe, de confession musulmane et a la nationalité américaine,. Ses parents sont tous deux des immigrés musulmans venus du Sri Lanka. Hafsah Faizal est l'aînée de quatre enfants et a deux sœurs, Asma et Azraa ,.
L'écrivaine a été scolarisée à domicile à l'âge de treize ans. Parallèlement, elle a commencé à développer ses compétences en conception, ce qui l'a amené à créer sa propre entreprise de conception de sites Web, IceyDesigns et ce à l'âge de dix-sept ans,,,.
Elle écrit également son premier roman à dix-sept ans. En plus de l'écriture, elle crée un blog de livres appelé IceyBooks et y contribue depuis septembre 2010,.
Hafsah Faizal estime que certaines de ses collègues romancières pour jeunes adultes comme Leigh Bardugo, Roshani Chokshi et Renée Ahdieh (en) sont ses principales influences littéraires et décrit Graceling de Kristin Cashore comme le livre qui l'a fait revenir à la lecture,.
Hafsah Faizal porte un niqab. Elle vit au Texas.

### Carrière
Hafsah Faizal a auto-publié son premier livre, un roman de science-fiction pour jeunes adultes intitulé Unreathable, qui se déroule dans un avenir lointain où la Terre a été détruite et l'humanité s'est installée sur une nouvelle planète dévastée par les pénuries alimentaires et la pénurie d'oxygène. Elle le publie sous le pseudonyme de Hafsah Laziaf en octobre 2013,. Cette dernière dit que son expérience en design influence son écriture au point qu'elle considère qu'elle est une écrivaine très visuelle.
Hafsah Faizal a écrit quatre autres manuscrits avant de commencer le premier brouillon de We Hunt the Flame, qui sera son premier roman publié par des maisons d'édition traditionnelle. Elle a trouvé son agent littéraire grâce au concours de pitch de livre sur Twitter #DVPit, terminant le premier brouillon de ce qui deviendrait finalement We Hunt the Flame juste avant le début du concours.
We Hunt the Flame a été publié par Farrar, Straus and Giroux en mai 2019, le premier de la duologie Les Sables d'Arawiya. Il a fait ses débuts sur la liste des best-sellers du New York Times au cinquième rang et a reçu des critiques favorables. Inspiré de l'Arabie ancienne, le roman raconte l'histoire d'une chasseuse qui se déguise en homme afin de voyager dans une forêt dangereuse et de restaurer la magie de son peuple. L'auteure a placé l'histoire dans un monde rappelant l'Arabie ancienne, évitant les liens avec les cultures d'Asie du Sud qui, selon elle, sont souvent à tort entremêlées avec des histoires sur le Moyen-Orient.
We Free the Stars, deuxième roman de la série Les Sables d'Arawiya, est sorti le 19 janvier 2021.
En février 2021, il a été annoncé que STXtv développait une adaptation télévisée de We Hunt the Flame avec Hafsah Faizal en tant que producteur exécutif.
Chasseurs de flamme, la traduction française de We Hunt the Flame, est parue en 2022. Libérons les étoiles, la traduction française de We Free the Stars, est paru en 2023.
Son roman suivant, Un thé avant la tempête (A Tempest of Tea), est paru en 2024.

## Œuvres

### SérieLes Sables d'Arawiya
1. Chasseurs de flamme, De Saxus, 2022 ((en) We Hunt the Flame, 2019), trad. Nicolas Ancion et Axelle Demoulin, 571 p.  (ISBN 978-2-37876-125-7)
2. Libérons les étoiles, De Saxus, 2023 ((en) We Free the Stars, 2021), trad. Nicolas Ancion et Axelle Demoulin, 672 p.  (ISBN 978-2-37876-242-1)

### SérieBlood and Tea
1. Un thé avant la tempête, De Saxus, 2024 ((en) A Tempest of Tea, 2024), trad. Nicolas Ancion et Axelle Demoulin, 400 p.  (ISBN 978-2-37876-416-6)

### SérieDark Ascension
Chaque volume de cette série est écrit par un écrivain différent. Les auteurs des autres volumes sont : Robin Benway (en) (tome 1) et Lauren DeStefano (en) (tome 2).
1. (en) The Wishless Ones, 2025